# Xinetd
xinetd是一个运行于类Unix操作系统的开放源代码的超级服务器（Super-server）守护进程。它的功能是管理网络相关的服务。由于其较高的安全性，xinetd开始逐渐取代inetd。
xinetd监听来自网络的请求，从而启动相应的服务。它可以用来启动使用特权端口和非特权端口的服务。